# Landtagswahlkreis Braunschweig-Süd
Der Wahlkreis Braunschweig-Süd ist ein Landtagswahlkreis in Niedersachsen. Er umfasst die Braunschweiger Stadtbezirke Broitzem, Heidberg-Melverode, Rüningen, Stöckheim-Leiferde, Südstadt-Rautheim-Mascherode, Timmerlah-Geitelde-Stiddien und Weststadt sowie die dem Landkreis Peine angehörige Gemeinde Vechelde.
Der Wahlkreis wurde zur Landtagswahl in Niedersachsen 2008 neu gebildet. Bei der 2003 gültigen Wahlkreiseinteilung bestanden in Braunschweig die Wahlkreise Braunschweig-Nordost, Braunschweig-Südost, Braunschweig-Südwest und Braunschweig-Nordwest.

## Landtagswahl 2022
| Landtagswahl in Niedersachsen 2022 – WK Braunschweig-SüdZweitstimmen %403020100 35,4 %24,9 %15,2 %11,2 %5,0 %2,7 %1,5 %1,2 %0,8 %0,6 %0,6 %1,0 % SPDCDUGrüneAfDFDPLinkeTierschutzBasisPARTEIFWVoltSonst.Gewinne und Verlusteim Vergleich zu 2017 %p 8 6 4 2 0 −2 −4 −6−5,3 %p−4,6 %p+7,2 %p+3,8 %p−1,9 %p−2,0 %p+0,6 %p+1,2 %p± 0,0 %p+0,3 %p+0,6 %p+0,2 %pSPDCDUGrüneAfDFDPLinkeTierschutzBasisPARTEIFWVoltSonst. |

| Gegenstand der Nachweisung | Gegenstand der Nachweisung | Erst- stimmen | Erst- stimmen | Zweit- stimmen | Zweit- stimmen |
| Bewerber                   | Partei                     | Anzahl        | %             | Anzahl         | %              |
| -------------------------- | -------------------------- | ------------- | ------------- | -------------- | -------------- |
| Wahlberechtigte            | Wahlberechtigte            | 64.865        | 64.865        | 64.865         | 64.865         |
| Wähler                     | Wähler                     | 38.263        | 38.263        | 59,0 %         | 59,0 %         |
| Ungültige Stimmen          | Ungültige Stimmen          | 370           | 1,0           | 340            | 0,9            |
| Gültige Stimmen            | Gültige Stimmen            | 37,883        | 99,0          | 37.913         | 99,1           |
| davon                      |                            |               |               |                |                |
| Oliver Schatta             | CDU                        | 10.294        | 27,2          | 9.446          | 24,9           |
| Annette Schütze            | SPD                        | 14.443        | 38,1          | 13.418         | 35,4           |
| Andreas Hoffmann           | GRÜNE                      | 5.267         | 13,9          | 5.749          | 15,2           |
| Tobias Jäcker              | FDP                        | 1.558         | 4,1           | 1.888          | 5,0            |
| Gunnar Scherf              | AfD                        | 4.091         | 10,8          | 4.231          | 11,2           |
| Tabea Asmus                | DIE LINKE                  | 1.064         | 2,8           | 1.040          | 2,7            |
| Elisa Baaske               | dieBasis                   | 597           | 1,6           | 463            | 1,2            |
|                            | FREIE WÄHLER               |               |               | 212            | 0,6            |
| Maria Heß                  | ÖDP                        | 195           | 0,5           |                |                |
|                            | Die Humanisten             |               |               | 76             | 0,2            |
|                            | Die PARTEI                 | 319           | 0,8           |                |                |
|                            | Gesundheitsforschung       | 107           | 0,3           |                |                |
|                            | Tierschutzpartei           | 552           | 1,5           |                |                |
| Antonia-Melisande Hörster  | PIRATEN                    | 374           | 1,0           | 201            | 0,5            |
|                            | Volt                       |               |               | 211            | 0,6            |

## Landtagswahl 2017
Zur Landtagswahl in Niedersachsen 2017 traten im Wahlkreis Braunschweig-Süd sechs Direktkandidaten an. Direkt gewählte Abgeordnete ist Annette Schütze (SPD). Über die Landesliste zog zusätzlich Oliver Schatta (CDU) in den Niedersächsischen Landtag ein, als Nachrücker im Jahre 2021 auch Gerald Heere (Bündnis 90/Die Grünen). Der Wahlkreis trug die Wahlkreisnummer 2.
| Partei                | Direktkandidat  | Erststimmen | Zweitstimmen |
| --------------------- | --------------- | ----------- | ------------ |
| CDU                   | Oliver Schatta  | 33,1        | 29,5         |
| SPD                   | Annette Schütze | 44,1        | 40,7         |
| Bündnis 90/Die Grünen | Gerald Heere    | 6,2         | 8,0          |
| FDP                   | Susanne Huck    | 5,1         | 6,9          |
| DIE LINKE             | Anne Schäfer    | 4,4         | 4,7          |
| AfD                   | Anneke vom Hofe | 7,1         | 7,4          |
| BGE                   |                 |             | 0,2          |
| DM                    |                 |             | 0,1          |
| Freie Wähler          |                 |             | 0,3          |
| LKR                   |                 |             | 0,0          |
| ÖDP                   |                 |             | 0,1          |
| Die PARTEI            |                 |             | 0,8          |
| Tierschutzpartei      |                 |             | 0,9          |
| Piratenpartei         |                 |             | 0,3          |
| V-Partei³             |                 |             | 0,1          |

Die Wahlbeteiligung lag mit 62,0 % unter dem Landesdurchschnitt dieser Wahl.

## Landtagswahl 2013
Zur Landtagswahl in Niedersachsen 2013 traten im Wahlkreis Braunschweig-Süd sechs Direktkandidaten an. Direkt gewählter Abgeordneter ist Klaus-Peter Bachmann (SPD). Über die Landesliste zog zusätzlich Gerald Heere (Bündnis 90/Die Grünen) in den niedersächsischen Landtag ein. Der Wahlkreis trug die Wahlkreisnummer 2.
| Partei                | Direktkandidat       | Erststimmen | Zweitstimmen |
| --------------------- | -------------------- | ----------- | ------------ |
| SPD                   | Klaus-Peter Bachmann | 42,5        | 36,8         |
| CDU                   | Oliver Schatta       | 39,3        | 33,4         |
| Bündnis 90/Die Grünen | Gerald Heere         | 10,3        | 13,8         |
| FDP                   | Joachim Casper       | 2,6         | 7,9          |
| DIE LINKE             | Andre Fricke         | 3,5         | 3,6          |
| Piratenpartei         | Oliver Schönemann    | 1,9         | 2,4          |
| Freie Wähler          |                      |             | 0,8          |
| NPD                   |                      |             | 0,8          |
| Die Freiheit          |                      |             | 0,3          |
| Bündnis 21/RRP        |                      |             | 0,1          |
| PBC                   |                      |             | 0,1          |

Die Wahlbeteiligung lag mit 58,5 % unter dem Landesdurchschnitt dieser Wahl.

## Landtagswahl 2008
Zur Landtagswahl in Niedersachsen 2008 traten im Wahlkreis Braunschweig-Süd fünf Direktkandidaten an. Direkt gewählter Abgeordneter ist Carsten Höttcher (CDU). Der Wahlkreis trug die Wahlkreisnummer 2.
| Partei                     | Direktkandidat        | Erststimmen | Zweitstimmen |
| -------------------------- | --------------------- | ----------- | ------------ |
| CDU                        | Carsten Höttcher      | 43,4        | 39,6         |
| SPD                        | Klaus-Peter Bachmann  | 38,4        | 33,5         |
| FDP                        | Florian Bernschneider | 5,2         | 7,7          |
| Bündnis 90/Die Grünen      | Jutta Plinke          | 5,9         | 7,2          |
| Die Linke                  | Mathias Schwang       | 7,2         | 8,5          |
| Ab jetzt                   |                       |             | 0,2          |
| Die Friesen                |                       |             | 0,1          |
| Die Grauen                 |                       |             | 0,3          |
| Familien-Partei            |                       |             | 0,6          |
| Freie Wähler Niedersachsen |                       |             | 0,1          |
| Mensch Umwelt Tierschutz   |                       |             | 0,5          |
| NPD                        |                       |             | 1,4          |
| ödp                        |                       |             | 0,0          |
| PBC                        |                       |             | 0,2          |